# 今福西
今福西（いまふくにし）は、大阪府大阪市城東区にある町名。現行行政地名は今福西一丁目から今福西六丁目。

## 地理
城東区の中央部に位置し、東の北側に古市、南側に今福東、西の北側に中央、南側に蒲生、南に今福南、北に関目と接している。

### 河川
- 城北川

## 世帯数と人口
2019年（平成31年）3月31日現在の世帯数と人口は以下の通りである。
| 丁目         | 世帯数    | 人口     |
| ------------ | --------- | -------- |
| 今福西一丁目 | 1,145世帯 | 2,211人  |
| 今福西二丁目 | 1,199世帯 | 2,617人  |
| 今福西三丁目 | 837世帯   | 1,503人  |
| 今福西四丁目 | 545世帯   | 902人    |
| 今福西五丁目 | 911世帯   | 1,673人  |
| 今福西六丁目 | 1,527世帯 | 4,519人  |
| 計           | 6,164世帯 | 13,425人 |

### 人口の変遷
国勢調査による人口の推移。
| 1995年（平成7年）  | 8,889人  | [ 5 ] |  |
| 2000年（平成12年） | 9,426人  | [ 6 ] |  |
| 2005年（平成17年） | 10,509人 | [ 7 ] |  |
| 2010年（平成22年） | 13,600人 | [ 8 ] |  |
| 2015年（平成27年） | 13,201人 | [ 9 ] |  |

### 世帯数の変遷
国勢調査による世帯数の推移。
| 1995年（平成7年）  | 3,666世帯 | [ 5 ] |  |
| 2000年（平成12年） | 4,072世帯 | [ 6 ] |  |
| 2005年（平成17年） | 4,653世帯 | [ 7 ] |  |
| 2010年（平成22年） | 5,849世帯 | [ 8 ] |  |
| 2015年（平成27年） | 5,543世帯 | [ 9 ] |  |

## 学区
市立小・中学校に通う場合、学区は以下の通りとなる。なお、小学校・中学校入学時に学校選択制度を導入しており、通学区域以外に城東区の小学校・中学校から選択することも可能。
| 丁目         | 番                                                                               | 小学校               | 中学校             |
| ------------ | -------------------------------------------------------------------------------- | -------------------- | ------------------ |
| 今福西一丁目 | 1番1～13号 1番47～57号 2～8番                                                    | 大阪市立聖賢小学校   | 大阪市立蒲生中学校 |
| 今福西一丁目 | 1番14～46号 9～16番                                                              | 大阪市立鯰江小学校   | 大阪市立鯰江中学校 |
| 今福西二丁目 | 全域                                                                             | 大阪市立鯰江小学校   | 大阪市立鯰江中学校 |
| 今福西三丁目 | 全域                                                                             | 大阪市立鯰江小学校   | 大阪市立鯰江中学校 |
| 今福西四丁目 | 全域                                                                             | 大阪市立鯰江小学校   | 大阪市立鯰江中学校 |
| 今福西五丁目 | 全域                                                                             | 大阪市立鯰江小学校   | 大阪市立鯰江中学校 |
| 今福西六丁目 | 1番、2番1～22号 2番45～81号 4～8番 9番1～3号 9番20～28号 10番1～5号 10番19～28号 | 大阪市立鯰江小学校   | 大阪市立鯰江中学校 |
| 今福西六丁目 | 2番23～44号 3番 9番4～19号 10番6～18号                                           | 大阪市立関目東小学校 | 大阪市立菫中学校   |

## 事業所
2016年（平成28年）現在の経済センサス調査による事業所数と従業員数は以下の通りである。
| 丁目         | 事業所数  | 従業員数 |
| ------------ | --------- | -------- |
| 今福西一丁目 | 140事業所 | 888人    |
| 今福西二丁目 | 82事業所  | 516人    |
| 今福西三丁目 | 104事業所 | 743人    |
| 今福西四丁目 | 45事業所  | 388人    |
| 今福西五丁目 | 86事業所  | 408人    |
| 今福西六丁目 | 20事業所  | 231人    |
| 計           | 477事業所 | 3,174人  |

## 交通

### 鉄道
- 大阪市高速電気軌道
  - 長堀鶴見緑地線・今里筋線 蒲生四丁目駅

### 道路
- 国道1号
- 大阪府道8号大阪生駒線（鶴見通）

## 施設

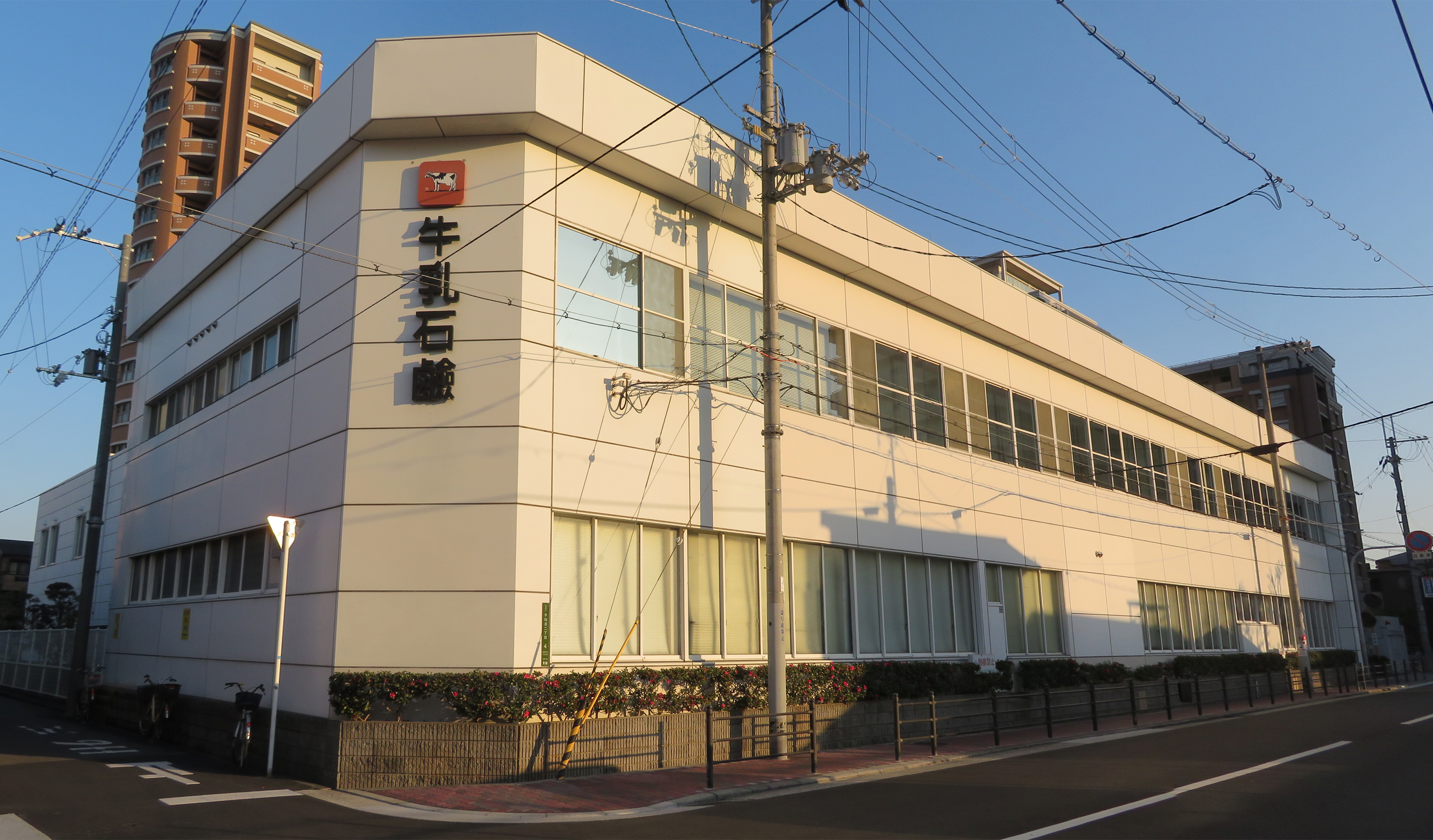
牛乳石鹸共進社 本社

- 大阪市立鯰江中学校
- 大阪市立鯰江小学校
- 大阪市立鯰江幼稚園
- 牛乳石鹸共進社 本社
- 三菱UFJ銀行 城東支店
- りそな銀行 城東支店
- 日新製糖 今福工場
- 城東商店街
- キリンド 城東店
- 関西スーパー 蒲生店
- ジョーシン 蒲生店

## その他

### 日本郵便
- 〒536-0004[3]（集配局：大阪城東郵便局[13]）